# Ковпаково (Курська область)
Ковпаково (рос. Колпаково) — село в Курчатовському районі Курської області Російської Федерації.
Населення становить 92 особи. Входить до складу муніципального утворення Колпаковська сільрада.

## Історія
Населений пункт розташований на території українського етнічного та культурного краю Східна Слобожанщина.
Від 2004 року входить до складу муніципального утворення Колпаковська сільрада.

## Населення
| 2002 | 2010 |
| ---- | ---- |
| 118  | ↘92  |